# Mitterwehrseen
Die Mitterwehrseen, bestehend aus dem etwas größeren Westlichen (Fläche 6,13 Hektar) und dem etwas kleineren Östlichen Mitterwehrsee (Fläche 5,57 Hektar) (auch Mittelwehrseen; Alte Gruben Astheim) sind zwei Baggerseen mit Verbindung zum Main in der Gemarkung des Volkacher Gemeindeteils Astheim im unterfränkischen Landkreis Kitzingen.

## Geografische Lage
Die beiden Seen liegen in der rechten Aue des Mains zwischen Stromkilometer 308 bis 307 im Norden der Gemarkung des Volkacher Gemeindeteils Astheim im unterfränkischen Landkreis Kitzingen. Sie sind über jeweils einen schmalen Durchlauf mit dem wenig nördlich bzw. nordöstlich fließenden Main verbunden. Weiter im Süden in der Aue schließen sich mehrere Grundwasserbrunnen an, für die ein Wasserschutzgebiet ausgewiesen wurde. Ein wichtiger Erschließungsweg für die hier gelegenen Streuobstwiesen und Wiesenflächen führt an den Seen vorbei. In einiger Entfernung, am rechten Unterhang des Maintals, verläuft im Süden die Bahnstrecke Seligenstadt–Volkach.
Die beiden Seen speichern Wärme und verbessern so das örtliche Mikroklima für den Weinbau. Sie mildern die im Frühjahr und Herbst auftretenden Fröste, was den an beiden Maintalhängen wachsenden Reben zugutekommt.

## Geschichte
Die Mitterwehrseen entstanden in der Nachkriegszeit, als die Ufer des Mains für die Sand- und Kiesgewinnung zum Hausbau erschlossen wurden. 1953 begann die Ausbeutung des Areals, das heute vom westlichen See eingenommen wird. Daneben wurden zeitgleich weiter flussabwärts kleinere Gruben ausgehoben, mit denen der Main auf die heutige Breite gebracht werden konnte und die heute nur noch durch baumbestandenen Flussterrassen vom Strom getrennt sind. In den 1960er Jahren übernahm die Kitzinger Firma Lenz-Ziegler-Reifenscheid (LZR) die Ausbeutung der Kiesgruben in Astheim. Bis 1965 entstand auch der östliche der beiden Seen in seiner Grundform. Der Abtransport der ausgebaggerten Sande erfolgte über den Main durch Schiffe.
Die wirtschaftliche Nutzung dieses Teils des heute als Landschaftsschutzgebiet Volkacher Mainschleife ausgewiesenen Areals war bereits früh von Renaturierungsmaßnahmen flankiert worden. Im Jahr 1970 wurde die Firma LZR vom Bund Naturschutz für ihre Bemühungen um den Umweltschutz an den beiden Standorten der Mitterwehrseen ausgezeichnet. Der heutige Seeumfang wurde ab Mitte der 1980er Jahre erreicht. Im Jahr 1989 wurden kleinere Flächen ergänzt und kurze Zeit später das Gebiet aus der wirtschaftlichen Nutzung genommen. Die Mitterwehrseen sind heute beliebte Angel- und Badeseen.

## Schutzgebiete
Die beiden Seen liegen in einem Gebiet, das besonders viele Schutzgebiete nahezu aller Schutzkategorien aufweist. Nördlich der beiden Gewässer schließt sich ein naturnaher Abschnitt des Mains an. Auf dem gesamten Gebiet erstreckt sich das Landschaftsschutzgebiet Volkacher Mainschleife mit der gleichnamigen, größten Flussmäanderlandschaft in Bayern und dem gegenüber den Seen aufragenden charakteristischen Prallhang. Die beiden Seen werden von Auwäldern eingerahmt, die als Biotope eingetragen sind. Das Fauna-Flora-Habitat Mainaue zwischen Grafenrheinfeld und Kitzingen ist hier ebenso zu finden, wie das Vogelschutzgebiet Maintal zwischen Schweinfurt und Dettelbach. Die Ufer der Seen bieten mehreren stark gefährdeten Vogelarten Nist- und Brutplätze.